# Ann Swidler
Ann Swidler (nascida em 11 de dezembro de 1944) é uma socióloga americana e professora de sociologia na Universidade da Califórnia, Berkeley. Swidler é mais conhecida como sociólogo cultural e é autora de um dos artigos mais citados em sociologia, "Culture in Action: Symbols and Strategies".